# T-Beauty
T-Beauty o Belleza taiwanesa, se refiere a los productos y rutinas de belleza asociados con Taiwán.

## Visión general
Según NBC, «el movimiento de belleza taiwanés se centra en un enfoque simple y holístico para el cuidado de la piel mediante el uso de ingredientes y técnicas naturales de alta calidad arraigados en la medicina tradicional china». También está influenciado por el clima cálido de Taiwán con un énfasis resultante en productos hidratantes y livianos.
En general incluye cuatro pasos: limpiar, tonificar, hidratar y mascarilla.

## Historia
La industria cosmética taiwanesa comenzó con la fabricación por contrato para firmas japonesas como Shiseido y Corporación Kao.
En la década de 2000, las empresas taiwanesas comenzaron a exportar productos bajo su propio nombre. Las primeras marcas exitosas incluyeron My Beauty Diary, Annie's Way y Maskingdom.

## Industria
Taiwán prohibió las pruebas cosméticas en animales en 2016.
En 2017, Taiwán exportó $ 730 millones en cosméticos.

## Organización
Taiwan Beauty Alliance es un grupo organizador de la industria.